# Université Saint-Joseph
Université Saint-Joseph (USJ) (engelska: Saint Joseph University) är ett privat, katolskt, ursprungligen franskspråkigt universitet i Beirut, Libanon, grundat 1875 av Jesuitorden. Undervisningen sker på franska och arabiska.
Université Saint-Joseph utgör, jämte engelskspråkiga American University of Beirut, ett av Mellanösterns tillika Libanons mest välrenommerade lärosäten.

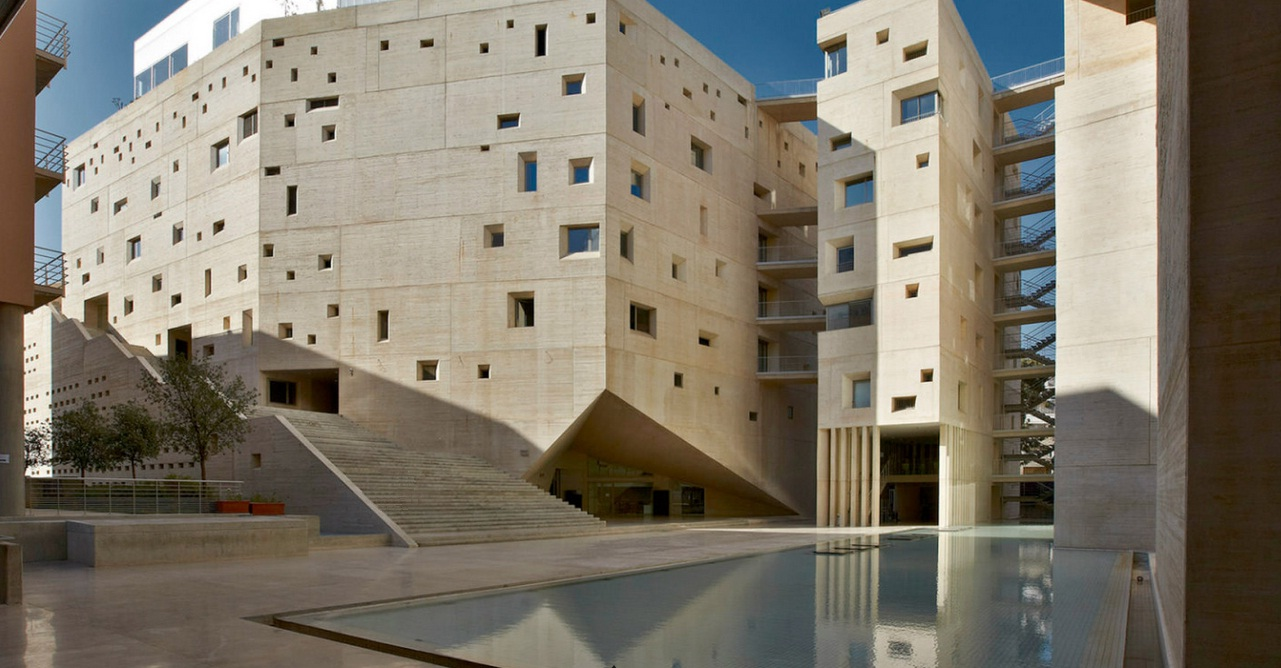
Center för innovation och sport i Beirut.

Universitetet är uppdelat på fem universitetsområden (Campus) i Beirut; medicin, teknologi, samhällsvetenskap, humaniora samt innovation och sport och har regionala campus i Sayda, Zahle och Tripoli samt en filial i Dubai, Förenade Arabemiraten.